# Sistema de Defensa Antimisiles Balísticos Aegis

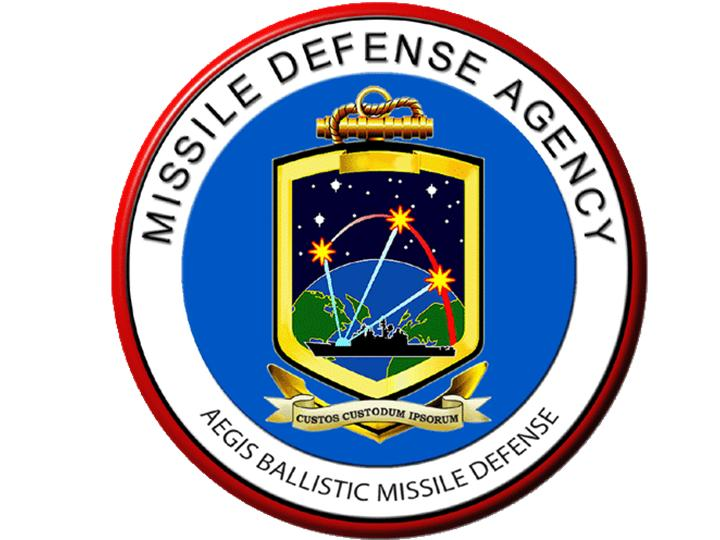
Lema en Latín: Custos Custodum Ipsorum que significa "Guarda de los Guardianes Mismos".

El Sistema de Defensa Antimisiles Balísticos Aegis (del inglés: Aegis Ballistic Missile Defense System), también conocido como Sistema Intermedio con Base en el Mar (Sea-Based Midcourse), es un programa de la Agencia Antimisiles de Defensa desarrollado para proporcionar defensa antimisiles contra misiles balísticos de corto y medio alcance. El programa forma parte de la estrategia nacional de defensa antimisiles de Estados Unidos y del sistema europeo de defensa antimisiles de la OTAN.
El Sistema de Defensa Antimisiles Balísticos Aegis es una expansión del sistema de combate Aegis desplegado en buques de guerra, diseñado para interceptar misiles balísticos en fase intermedia (es decir, tras finalizar la combustión del cohete, pero antes de su reentrada en la atmósfera). Los buques equipados con el Sistema de Defensa Antimisiles Balísticos Aegis pueden atacar amenazas potenciales utilizando los interceptores de curso medio Standard Missile 3 y los interceptores de fase terminal Standard Missile 2 y Standard Missile 6.

## Historia y desarrollo técnico

### Orígenes

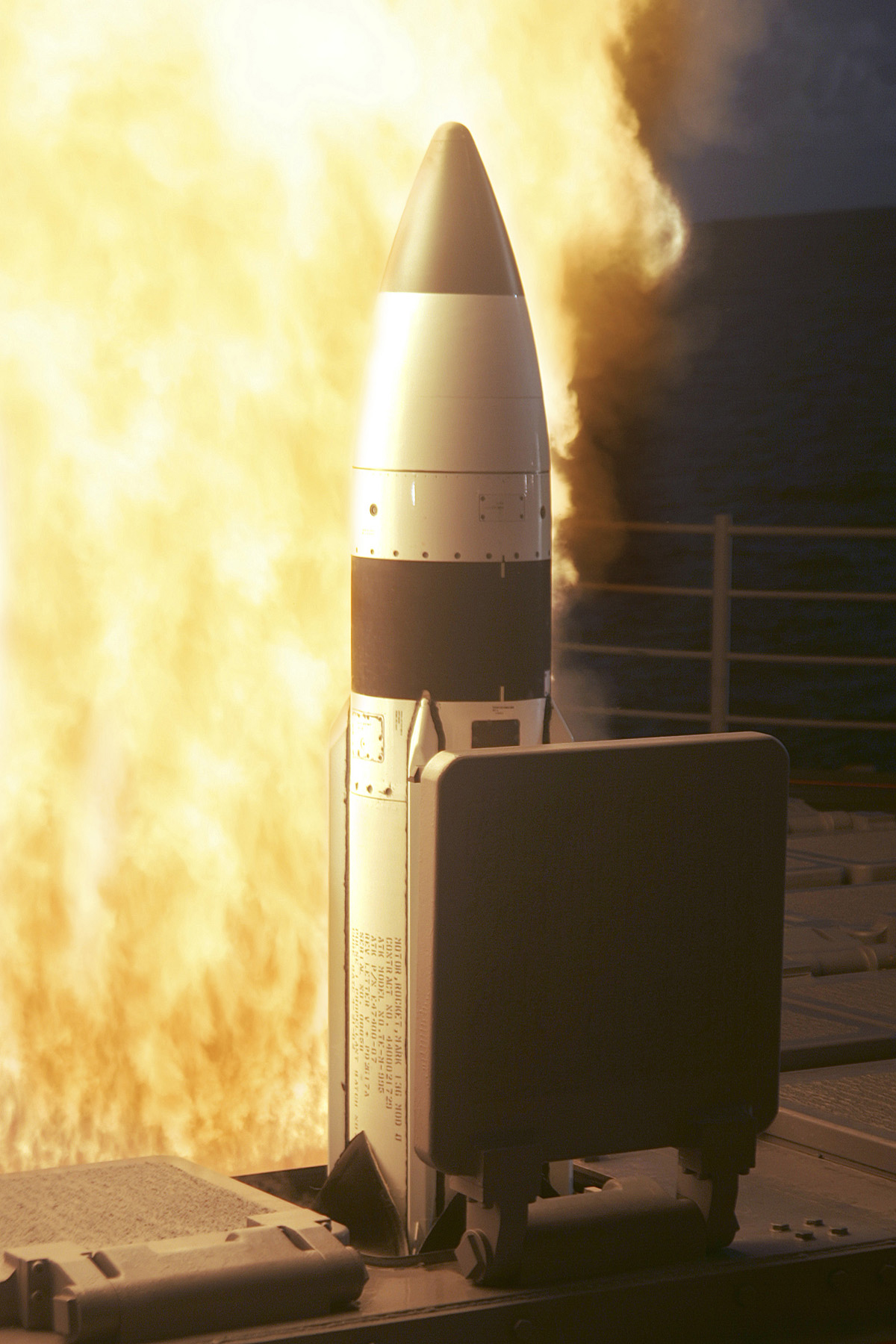
El misil estándar 3 (SM-3) lanzándose desde el crucero USS Lake Erie en noviembre de 2005.

El esfuerzo actual para desplegar el Sistema de Defensa Antimisiles Balísticos Aegis comenzó a mediados de la década de 1980 como parte de la Iniciativa de Defensa Estratégica del presidente Ronald Reagan. El plan de la Iniciativa de Defensa Estratégica consistía inicialmente en un sistema de cañón de riel espacial. Sin embargo, las limitaciones tecnológicas obligaron a transformar el sistema en un sistema con base en tierra conocido como Proyectil Exoatmosférico Ligero (Lightweight Exo-Atmospheric Projectile). Las pruebas originales del Proyectil Exoatmosférico Ligero se realizaron como parte del programa LEAP del Ejército.
Posteriormente, la Iniciativa de Defensa Estratégica colaboró con la Armada para probar el Proyectil Exoatmosférico Ligero en el misil Terrier. El programa de demostración del Proyectil Exoatmosférico Ligero en el misil Terrier duró de 1991 a 1995 y consistió en cuatro pruebas de vuelo. Dos de ellas fueron pruebas de intercepción a principios de 1995; ambas fallaron: la primera tenía un error de software en el propulsor de la segunda etapa, y la segunda tenía un detonador (interruptor pirotécnico para conectar la energía) en el vehículo de destrucción cinética, que estaba montado al revés y que no se activó.

### Historia y desarrollo del programa
A finales de 1990 la Armada de los Estados Unidos recibió el encargo de proporcionar un sistema de armas para las pruebas exploratorias del Proyectil Exoatmosférico Ligero. Esta fase se denominó programa Aegis LEAP Intercept (ALI). El programa tenía como objetivo dos intercepciones exitosas en cinco intentos. El 13 de junio de 2002 la segunda interceptación exitosa del ALI tuvo lugar durante la prueba de vuelo del FM-3. El éxito inicial del Sistema de Defensa Antimisiles Balísticos Aegis pudo haber contribuido a la decisión del presidente George W. Bush de desplegar un sistema de misiles balísticos de emergencia a finales de 2004.
Tras la finalización del programa ALI, el Sistema de Defensa Antimisiles Balísticos Aegis pasó a la fase de producción. El primer SM-3 de producción del Bloque I se entregó en octubre de 2004 y la actualización del Aegis 3.0 se entregó en 2005.
En septiembre de 2009 el presidente Obama le dio una gran importancia a este sistema, cuando anunció que abandonaría los planes para un emplazamiento de defensa antimisiles en Polonia y los reemplazaría por sistemas de defensa antimisiles ubicados en buques de guerra de la Armada de Estados Unidos.El 18 de septiembre de 2009 el primer ministro ruso Vladímir Putin acogió con satisfacción los planes de Obama para la defensa antimisiles, que incluía el despliegue de buques de guerra de Estados Unidos con el sistema Aegis en el Mar Negro, ya que es probable que estos sean menos eficaces contra los ataques con misiles rusos.En 2009 varios buques de la Armada de Estados Unidos fueron equipados con misiles SM-3 para esta función, que complementa los sistemas Patriot ya desplegados por las unidades norteamericanas. Los buques de guerra de Japón y Australia también han recibido armamento y tecnología para que puedan participar.
El hardware actual del Sistema de Defensa Antimisiles Balísticos Aegis cuenta con el misil SM-3 Bloque 1a y otras mejoras del Sistema de Armas Aegis. El desarrollo futuro del Sistema de Defensa Antimisiles Balísticos Aegis contará con la capacidad de lanzamiento remoto, aviónica y hardware SM-3 mejorados, y un Sistema de Armas Aegis mejorado. En 2012 el Sistema de Defensa Antimisiles Balísticos Aegis se fusionará con Aegis Open Architecture y ofrecerá las ventajas de ambas plataformas.La capacidad de lanzamiento remoto lleva implícito el uso de sensores externos, como el Sistema de Seguimiento y Vigilancia Espacial, para proporcionar una solución de orientación para el lanzamiento de un SM-3.
A partir de 2022 las versiones del Sistema de Defensa Antimisiles Balísticos Aegis son las 4.x, 5.x y 6.x. Las versiones mejoradas están equipadas con procesadores y software avanzados, así como versiones mejoradas del misil interceptor SM-3.Los buques con capacidad de defensa antimisiles balísticos pueden actualizar sus capacidades de defensa antimisiles balísticos de versiones anteriores a versiones posteriores. La versión 6.x de defensa antimisiles balísticos cuenta con el radar AN/SPY-6 en los destructores de los vuelos III y IIA.
El Sistema de Comando de Batalla Integrado (Integrated Battle Command System) del Ejército de Estados Unidos integrará los radares MIM-104 Patriot, NASAMS, AN/TPY-2 y F-35 Lightning II con los radares Aegis para crear una red de conexión y combate de sensores terrestres, marítimos y aéreos y de este modo ayudar a los lanzadores tierra-aire Patriot y THAAD en capacidades de defensa contra misiles balísticos.